# Parafia Nawiedzenia Najświętszej Maryi Panny w Żelazowicach
Parafia Nawiedzenia Najświętszej Maryi Panny w Żelazowicach – jedna z 11 parafii rzymskokatolickich dekanatu opoczyńskiego diecezji radomskiej. 

## Historia
Kaplica tymczasowa w Żelazowicach była czynna od końca lat sześćdziesiątych XX w. z inicjatywy bp. Piotra Gołębiowskiego. Duszpastersko obsługiwana była przez księży z Białaczowa. Kościół pw. Nawiedzenia NMP, według projektu arch. Witolda Dobrzańskiego i konstr. Jana Urbańskiego, zbudowany został w latach 1983 - 1984 staraniem ks. Kazimierza Okrutnego. Parafię formalnie erygował w 1987 r. bp. Edward Materski z wydzielonego terenu parafii Białaczów. Kościół jest w stylu nowoczesnego gotyku, wzniesiony z czerwonej cegły.

## Proboszczowie
- 1995 - 2008 - ks. kan. Marian Karasiński
- 2008 - nadal - ks. Jan Wiktorowicz

## Terytorium
Do parafii należą: Dorobna Wola, Miedzna Murowana, Radwan, Straszowa Wola, Żelazowice.